# Adobe Shockwave
Adobe Director Shockwave Studio – narzędzie do projektowania, montażu i realizacji interaktywnych aplikacji. Director 8.5 pozwala stworzyć grafikę prezentacyjną, film animowany czy zawartość przeznaczoną na stronę internetową. Projekty można wzbogacać elementami i animacjami 3D. Bogaty zestaw filtrów pozwala na import grafiki, dźwięków, animacji, tekstu, cyfrowych filmów wideo itp. mediów, aby następnie połączyć je w spójną całość.
W skład Director 8.5 Shockwave Studio wchodzą:
- Adobe Fireworks 4.0 – narzędzie do edycji i optymalizacji grafiki
- SoundForge XP 4.5 – edytor dźwięku (Windows)
- BIAS Peak LE – edytor dźwięku (Macintosh)
- Shockwave Multiuser Server 3.